# Qi
För andra betydelser, se Qi (olika betydelser).

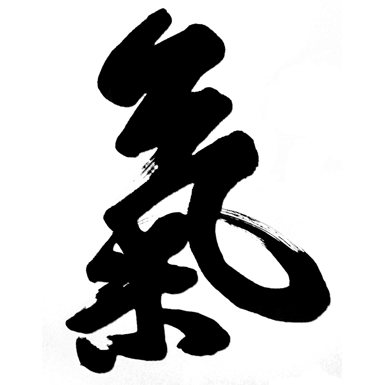
Qi i kalligrafi

Qi (trad. 氣, förenkl. 气, kanji 気, pinyin: qì, Wade-Giles: ch'i, japanska: ki, koreanska: gi; uttal: /tʃiː/) är ett begrepp från kinesisk folktro där den ses som en slags kraft. Ibland översätts qi till "livskraft". Enligt denna tradition cirkulerar qi i och utanför människan och tar sig fram i så kallade meridianer som anses vara "vägar" i kroppen. Qi är ett centralt begrepp inte bara i traditionell kinesisk medicin, qigong och akupunktur utan också inom fengshui och många olika östasiatiska kampsportsskolor. Exakt hur qi definieras, förstås och hanteras varierar mellan och inom olika discipliner.
Det anses inom en del kampsportsskolor att qi kan användas för att stärka kroppen eller delar av denna för att kunna utföra diverse kraftprov.

## Rörelsekraft, det som animerar och animeras
Qi, rörelsekraften, eller det som driver alla förändringsprocesser och omvandlingar i universum. Ordet qi har flera betydelser. Begreppet kommer från filosofiska källor och utvecklades i medicinsk teori och praktik för att förklara människans fysiologi och patologi. Från en filosofisk synvinkel, eller ett kosmologiskt perspektiv, är qi ursprungs-substans för hela universum. Det är grundsubstansen ur vilket allt på jorden är bildat. Zhuan Zi skrev: ”I hela världen finns det bara en qi.”  I Traditionell kinesisk medicin är qi grundsubstansen som bildar människokroppen. 
(från Who Can Ride the Dragon, av Ken Rose, översättn. H. Wendt)